# Georges Schapira
Pour les articles homonymes, voir Schapira.
Georges Schapira, né le 12 août 1912 à Paris où il est mort le 21 avril 2003, est un médecin pédiatre et chercheur en biologie moléculaire. Il est marié à Fanny Schapira, elle-même chercheuse en biologie moléculaire. 

## Biographie
Georges Schapira est le fils d'immigrés russes arrivés en France au début du siècle. Obligé d'arrêter ses études de médecine pendant la Seconde Guerre mondiale en raison des Lois raciales du Gouvernement de Vichy, il fuit à Lyon. Il devient par la suite médecin pédiatre, et s'est tout particulièrement intéressé à l'étude des maladies métaboliques chez l'enfant auprès de Robert Debré. De là découlera son intérêt pour la biochimie puis la biologie moléculaire dont il sera l'un des grands pionniers en France, notamment en créant le courant de la pathologie moléculaire au sein de l'hôpital Necker-Enfants malades.
Il crée, en 1969, avec le soutien de Robert Debré et de Jacques Monod, l'Institut de Pathologie moléculaire sur le site de l'hôpital Cochin, qui devient plus tard l'Institut Cochin. Son équipe est alors composée notamment de Jean-Claude Dreyfus et Jacques Kruh, puis par la suite d'Axel Kahn.

## Apports scientifiques
Schapira est l'un des premiers à montrer l'existence d'ARN messagers, notamment chez les eucaryotes après leur mise en évidence chez les procaryotes. Il pose également certaines bases moléculaires et génétiques de la myopathie de Duchenne et des dystrophies musculaires ainsi que de la biochimie de l'hémoglobine et de la drépanocytose.